# Vashti
Vashti (hebreu: וַשְׁתִּי, Vaští; modern tiberià: Wāšetí; grec koine: Αστιν Astin) va ser la reina de Pèrsia i la primera esposa del rei persa Assuer en el Llibre d'Ester, un llibre inclòs al Tanakh (Bíblia hebrea) i llegit en la festa jueva de Purim. Va ser desterrada per la seva negativa a aparèixer al banquet del rei per mostrar la seva bellesa com el rei desitjava.

## En el Llibre d'Esther
En el Llibre d'Esther, Vashti és l'esposa del rei Ahasuerus. Mentre el rei fa un magnífic banquet per als seus prínceps, nobles i servents, ella fa un banquet per a les dones. El setè dia del banquet, quan el cor del rei era "alegre amb el vi", el rei ordena als seus set camarlencs que convidessin Vashti a presentar-se davant d'ell i els seus convidats, i que només porti la corona reial per mostrar la seva bellesa. Vashti es negà a venir, i el rei s'enfadà. Preguntà als seus assessors com hauria de ser castigada per la seva desobediència. El seu conseller Memucan li diu que Vashti no sols ha ofés el rei, sinó també tots els marits de Pèrsia, les dones de les quals poden ser animades per les accions de Vashti a desobeir-los. Memucan encoratja Ahasuerus a destituir Vashti i trobar una altra reina. Ahasuerus pren el consell de Memucan i envia cartes a totes les províncies recordant que els homes han de dominar en les seves llars. Ahasuerus posteriorment tria Esther com la seva reina per reemplaçar Vashti.

## Identificació històrica
Al segle xix i principis del segle xx, els comentaristes de la Bíblia van intentar identificar Vashti amb les reines perses esmentades pels historiadors grecs. Després del descobriment de l'equivalència dels noms d'Ahasuerus i Xerxes, van identificar Aurasu amb Xerxes I i Vashti amb una esposa anomenada Amestris esmentada per Heròdot. Tanmateix, les fonts tradicionals identifiquen Aurasu amb Artaxerxes II de Pèrsia. Jacob Hoschander, que sosté la identificació tradicional, va suggerir que Vashti podria ser idèntica a una esposa d'Artaxerxes esmentada per Plutarc, anomenada Stateira.